# Parafia wojskowa Świętych Apostołów Piotra i Pawła w Kłodzku
Parafia wojskowa, pw. Świętych Apostołów Piotra i Pawła w Kłodzku – rzymskokatolicka parafia wojskowa, znajdująca się w Kłodzku, w dekanacie Wojsk Lądowych Ordynariatu Polowego Wojska Polskiego.

## Charakterystyka
W skład kłodzkiej parafii wojskowej wchodzą wierni wyznania rzymskokatolickiego oraz ich krewni z 22 Batalionu Piechoty Górskiej w Kłodzku, mieszczącego się w koszarach przy ulicy Walecznych 59, na osiedlu im. Henryka Sienkiewicza. Na terenie jednostki znajduje się kaplica pw. Świętych Apostołów Piotra i Pawła, będąca jedynym obiektem sakralnym na terenie parafii. 

## Historia
Parafia wojskowa w Kłodzku została erygowana 1 października 2006 roku dekretem ówczesnego biskupa Tadeusza Płoskiego. Początkowo wchodziła w skład Śląskiego Dekanatu Wojskowego, a po jego zniesieniu 6 grudnia 2011 roku w skład Dekanatu Wojsk Lądowych.

## Proboszczowie
| l.p. | Lata urzędowania        | Imię i nazwisko                 | Informacje dodatkowe |
| ---- | ----------------------- | ------------------------------- | --- |
| 1    | 01.10.2006 - 28.06.2011 | ks. mjr Sławomir Pięt           | wcześniej był organizatorem i kapelanem garnizonu głogowskiego (1996-2004, 2011) oraz proboszczem parafii garnizonowej św. Floriana w Świętoszowie (2005) |
| 2    | 28.06.2011 - 04.01.2013 | ks. ppłk dr Jerzy Niedzielski   | zasłużony kapelan Wojska Polskiego i polskich żołnierzy służących w siłach ONZ i NATO w Libanie, Bośni i Hercegowinie, Afganistanie oraz Iraku; w 2009 roku Rada Wydziału Teologicznego Uniwersytetu Opolskiego nadała mu stopień naukowy doktora nauk teologicznych na podstawie pracy pt. Wpływ indoktrynacji światopoglądowej na postawy religijno-moralne środowiska wojskowego na przykładzie Śląskiego Okręgu Wojskowego (1945-1989), której promotorem był ks. prof. dr hab. Alojzy Marcol; w 2013 roku przez niespełna rok pełnił funkcję proboszcza w parafii wojskowej pw. Św. Kazimierza Królewicza w Katowicach. Był także duszpasterzem akademickim Duszpasterstwa Akademickiego Resurrexit w Opolu w latach 2015-2016. |
| 3    | od 06.09.2015           | ks. kpt. dr Sebastian Piekarski | pochodzi z Krakowa; wcześniej był kapelanem 6 Batalionu Desantowo‑Szturmowego oraz uczestnikiem misji wojskowej w Iraku, a następnie wikariuszem w parafii garnizonowej p.w. Matki Bożej Królowej Polski w Rzeszowie. |